# برينت موس
برينت موس (بالإنجليزية: Brent Moss)‏ هو لاعب كرة قدم أمريكية أمريكي، ولد في 30 يناير 1972 في راسين في الولايات المتحدة.

## وصلات خارجية
- برينت موس على موقع مرجع كرة القدم المحترفة.كوم (الإنجليزية)
- برينت موس على موقع JustSportsStats.com (الإنجليزية)